# Eu doresc, tu dorești, el dorește
Eu doresc, tu dorești, el dorește este un film românesc din 1969 regizat de Constantin Mustețea.